# Thailändische Badmintonmeisterschaft 2023
Die Thailändische Badmintonmeisterschaft 2023 fand vom 19. bis zum 23. Dezember 2023 in Nonthaburi statt.

## Medaillengewinner
| Disziplin    | Gold                                        | Silber                                    | Bronze                                           |
| ------------ | ------------------------------------------- | ----------------------------------------- | ------------------------------------------------ |
| Herreneinzel | Panitchaphon Teeraratsakul                  | Puritat Arree                             | Tanawat Yimjit                                   |
| Herreneinzel | Panitchaphon Teeraratsakul                  | Puritat Arree                             | Wongsup Wongsup-In                               |
| Dameneinzel  | Lalinrat Chaiwan                            | Tidapron Kleebyeesun                      | Pornpicha Choeikeewong                           |
| Dameneinzel  | Lalinrat Chaiwan                            | Tidapron Kleebyeesun                      | Tonrug Saeheng                                   |
| Herrendoppel | Pakkapon Teeraratsakul Peeratchai Sukphun   | Wachirawit Sothon Thanadol Panpanich      | Paranyu Khaosamang Woraphon Thongsanga           |
| Herrendoppel | Pakkapon Teeraratsakul Peeratchai Sukphun   | Wachirawit Sothon Thanadol Panpanich      | Nanthakarn Yordphaisong Phubate Hiaripongsathorn |
| Damendoppel  | Jongkolphan Kititharakul Rawinda Prajongjai | Nuntakarn Aimsaard Benyapa Aimsaard       | Phataimas Muenwong Laksika Kanlaha               |
| Damendoppel  | Jongkolphan Kititharakul Rawinda Prajongjai | Nuntakarn Aimsaard Benyapa Aimsaard       | Kittipak Dubthuk Thanapim Kaweenuntavong         |
| Mixed        | Ruttanapak Oupthong Jhenicha Sudjaipraparat | Pakkapon Teeraratsakul Phataimas Muenwong | Phuwanat Horbanluekit Chasinee Korepap           |
| Mixed        | Ruttanapak Oupthong Jhenicha Sudjaipraparat | Pakkapon Teeraratsakul Phataimas Muenwong | Neuaduang Mangkornloi Atitaya Povanon            |